# ジョージ・ロマネス
ジョージ・ジョン・ロマネス（George John Romanes 1848年3月19日－1894年3月23日）はカナダ生まれのイギリスの進化生物学者、生理学者。比較心理学の基盤を作り、ヒトと動物の間の認知プロセスと認知メカニズムの類似性を指摘した。姓はロマーニズとも表記される。
彼はチャールズ・ダーウィンの学問上の友人の中でもっとも若かった。進化に関する彼の見解は歴史的に重要である。彼は新たな用語「ネオダーウィニズム」を提唱した。それはダーウィニズムの現代的に洗練された新たな形を指す用語として、今日でもしばしば用いられている。ロマネスの早すぎる死はイギリスの進化生物学にとって損失であった。彼の死の6年後にメンデルの研究は再発見され、生物学は新たな議論の方向へ歩み出した。

## 生涯
ロマネスはカナダのオンタリオ州キングストンで、スコットランド長老派の牧師ジョージ・ロマネスの三男として生まれた。二歳の時に両親はイギリスに帰国し、彼はその後の人生をイギリスで過ごした。当時の英国の博物学者の多くと同様、彼も神学も学んだが、ケンブリッジで医学と生理学を専攻することを選んだ。彼の一家は教養があったが、彼自身の学校教育は風変わりであった。彼はほとんど学校教育を受けず、世間について知識がないまま大学に入学した。1870年にゴンヴィル アンド キーズ・カレッジを卒業した。
最初にチャールズ・ダーウィンの注意をひいたのはケンブリッジにいるときであった。ダーウィンは「あなたがとても若くて大変嬉しい！」と言った。二人は生涯友人でありつづけた。生理学者マイケル・フォスターの紹介で、ロマネスはユニバーシティ・カレッジ・ロンドンのウィリアム・シャーペイとジョン・バードン＝サンダーソンのもとで無脊椎動物の生理学について研究を続けた。1879年、31歳の時にクラゲの神経系の研究を評価され、ロンドン王立協会フェローに選出された。しかしロマネスの、経験的なテストよりも、逸話的な証拠を重視する傾向は心理学者ロイド・モーガンによって警告された。
青年であった頃、ロマネスは敬虔なキリスト教徒だった。そして最後の病気の間に、いくらか信仰を取り戻したようであるが、彼の人生の半ばはダーウィンの影響によって不可知論者であった。彼が晩年に書いた未完の原稿では、進化論が宗教を捨てさせたと述べている。王立協会から1876年と1881年にクルーニアン・メダル受賞。

### ロマネス・レクチャー
ロマネスは死去する前にオックスフォード大学で公開講座を開始した。それはしばらく後にロマネス・レクチャーと名付けられ、現代でも引き続き行われている。1892年の初回には首相グラッドストンが、第二回には友人のトマス・ハクスリーが講義を行った。テーマは科学だけでなく、政治、芸術、文学など幅広い。チャーチルやルーズベルト、ジュリアン・ハクスリー、カール・ポパーなども講義を行っている。

## 進化に関する研究
ロマネスはしばしば進化の問題に取り組んだ。彼はほとんどの場合、自然選択の役割を支持した。しかし彼はダーウィン主義的進化に関する次の三つの問題を認めた。
1. 自然の中の種と人工的な品種の変異の量の違い。この問題は特にダーウィンの研究に関連する。ダーウィンは進化の研究に主に家畜動物の変異を扱った。
2. 同種を識別するために役立つ構造は、しばしばどんな実用的な重要性も持たない。分類学者は分類の目安にもっとも目立ちもっとも安定した特徴を選んだ。分類学者には役に立たなくても、もっと生き残りに重要な形質があるかも知れない。
3. 自由交配する種がどのようにして分裂するかという問題。これは融合遺伝に関する問題で、ダーウィンをもっとも困らせた問題である。これはメンデル遺伝学の発見によって解決され、さらに後のロナルド・フィッシャーは粒子遺伝が量的形質をどのように生み出すかを論じた。総合説も参照のこと。

ダーウィンはその有名な本のタイトルに反して自然選択がどのように新種を造り出すのかを明らかにしなかったが、ロマネスはこの点を鋭く指摘した。自然選択は明らかに適応を作り出すための「機械」であり得たが、新種を造り出すメカニズムは何か？ロマネス自身の回答は「生理的選択」と呼ばれた。彼の考えは、繁殖能力の変異が親の形態の交雑防止の主な原因で、新種の誕生の主要な要因である、ということだった。現在、多数派の見解は地理的隔離が種分化の主要な要因（異所的種分化）で、交雑種の生殖能力の低下は第二以降の要因と考えられている。

## 著作
- The scientific evidences of organic evolution (1877; reprint 1882)
- ジョージ・ロマネス - プロジェクト・グーテンベルク
- Candid examination of theism [pseudonymously published as Physicus] (1878)
- ジョージ・ロマネス - プロジェクト・グーテンベルク
- Animal Intelligence (1881)
- Mental evolution in animals, with a posthumous essay on instinct by Charles Darwin (1883)
- Jelly-fish, star-fish and sea urchins, being a research on primitive nervous systems (1885)
- Physiological selection: an additional suggestion on the Origin of Species (1886)
- Mental evolution in Man (1888)
- Aristotle as a naturalist (1891)
- Darwin, and after Darwin, 3 vols (1892-97): I The Darwinian theory (1892). II Post-Darwinian questions: heredity and utility (1895). III Post-Darwinian questions: Isolation and physiological selection (1897) Longmans, Green: London. [a work of significance for historians of evolution theory]
- An examination of Weismannism (1893)
- Essays (1897)
- Thoughts on Religion (posthumous publication 1904)
- ジョージ・ロマネス - プロジェクト・グーテンベルク

### 英語
- George Romanesの作品 （インターフェイスは英語）- プロジェクト・グーテンベルク
- The life and letters of George John Romanes (1898) — Biography by his wife, Ethel Romanes. (page images)